# Desetak
Desetak en serbe latin et Desetak en albanais (en serbe cyrillique : Десетак) est une localité du Kosovo située dans la commune/municipalité de Leposavić/Leposaviq, district de Mitrovicë/Kosovska Mitrovica. Selon des estimations de 2009 comptabilisées pour le recensement kosovar de 2011, elle compte 4 habitants, dont une majorité de Serbes.

## Géographie
Desetak est situé à 8 km de Leposavić/Leposaviq, sur la rive gauche de la rivière Ibar et sur les pentes nord-est du mont Rogozna.

## Démographie

### Évolution historique de la population dans la localité
| 1948 | 1953 | 1961 | 1971 | 1981 | 1991 | 2009 |
| ---- | ---- | ---- | ---- | ---- | ---- | ---- |
| 44   | 52   | 47   | 34   | 9    | 5    | 4    |

|  |